# Вещици в чужбина
Вещици в чужбина (на английски: Witches Abroad) е роман в жанр хумористично фентъзи. Книгата е дванайсетата по ред от поредицата на Тери Пратчет Светът на диска. Романът е издаден през 1991 г. и е третият, в който главни действащи лица са вещиците.
 Внимание:  Текстът по-долу разкрива сюжета на произведението (или части от него)!
В романа са представени трите вещици, които участват преди това в „Посестрими в занаята“ Баба Вихронрав, Леля Ог и Маграт Чеснова. Те отиват в Генуа, град на другия край на континента, за да се изправят срещу сестрата на Баба Вихронрав - Лили Вихронрав, която използва силата на историите, за да контролира хората. Сюжетът на много места напомня за този в някои популярни вълшебни приказки. Върху Леля Ог пада цяла къща и по този начин се прави асоциация с „Магьосникът от Оз“.